# Objectif de développement durable no 8 des Nations unies
Pour un article plus général, voir Objectifs de développement durable.
Travail décent et croissance économique

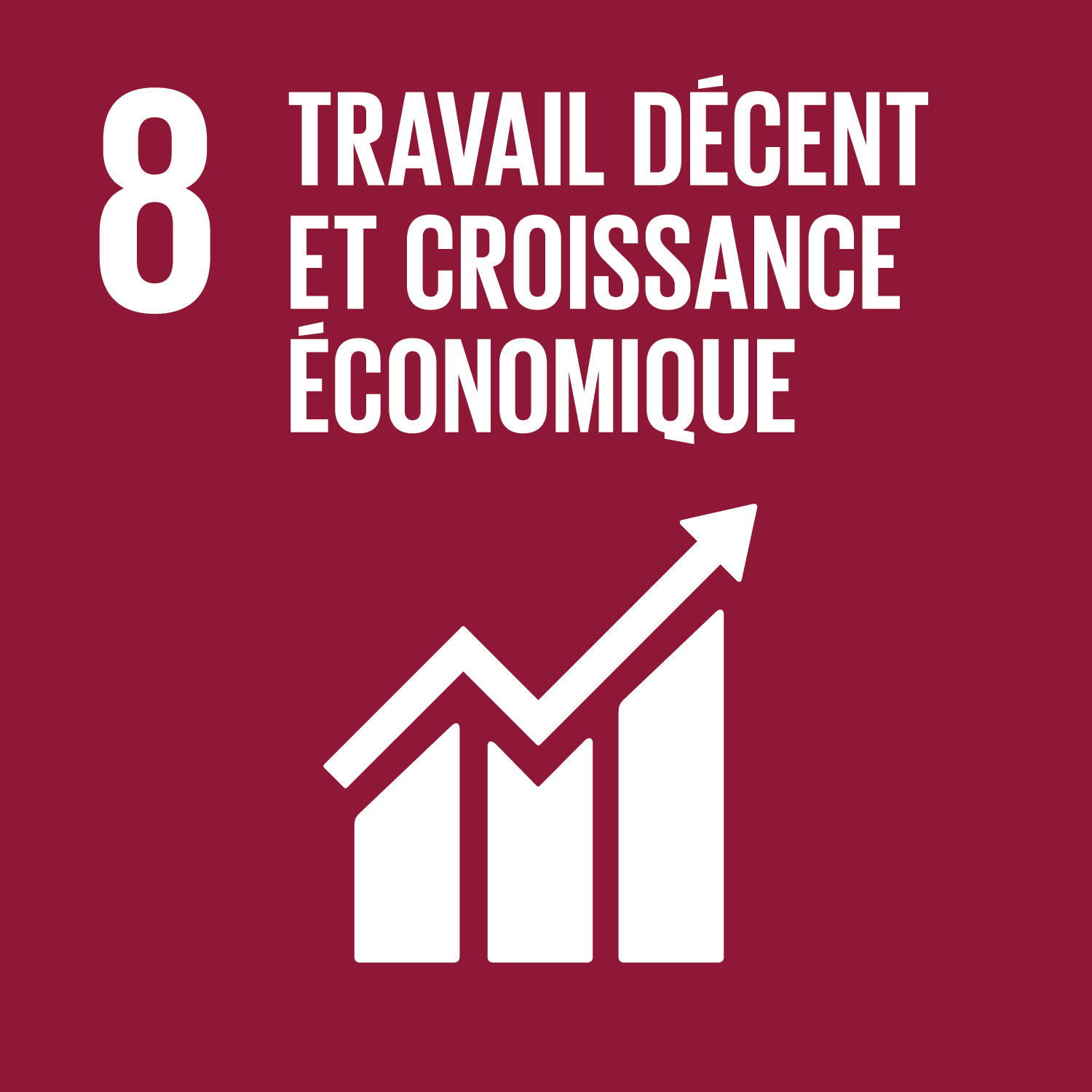
Logo de l'objectif no 8.

L'objectif de développement durable 8 ( ODD 8 ou objectif mondial 8 ) concerne « le travail décent et la croissance économique » et est l'un des 17 objectifs de développement durable qui ont été établis par l'Assemblée générale des Nations unies en 2015. Le titre complet est « Favoriser une croissance économique soutenue, inclusive et durable, le plein emploi productif et un travail décent pour tous »,. Les progrès vers les objectifs seront mesurés, suivis et évalués par 17 indicateurs.
L'ODD 8 compte douze cibles au total à atteindre d'ici 2030. Certaines sont pour 2030 ; d'autres sont pour 2020. Les dix premières cibles sont qualifiées d'objectifs de résultats . Ceux-ci sont; " croissance économique durable ; diversifier, innover et améliorer la productivité économique ", "promouvoir des politiques de soutien à la création d'emplois et à la croissance des entreprises", "améliorer l'efficacité des ressources dans la consommation et la production", "plein emploi et travail décent avec un salaire égal ", "promouvoir l'emploi, l'éducation et la formation des jeunes », « mettre fin à l'esclavage moderne, à la traite et au travail des enfants », « protéger les droits du travail et promouvoir des environnements de travail sûrs », « promouvoir un tourisme bénéfique et durable », l'accès universel aux services bancaires, d'assurance et financiers. En outre, il existe également deux objectifs pour les moyens de mise en œuvre , qui sont : augmenter l'aide pour le soutien au commerce ; élaborer une stratégie mondiale pour l'emploi des jeunes.
Pour les pays les moins avancés, l'objectif économique est d'atteindre au moins 7 % de croissance annuelle du produit intérieur brut (PIB). En 2018, le taux de croissance mondial du PIB réel par habitant était de 2 % .
Au cours des cinq dernières années, la croissance économique dans les pays les moins avancés a augmenté à un taux moyen de 4,3 %. En 2019, 22 % des jeunes dans le monde n'avaient pas d'emploi, d'études ou de formation.

## Enjeux

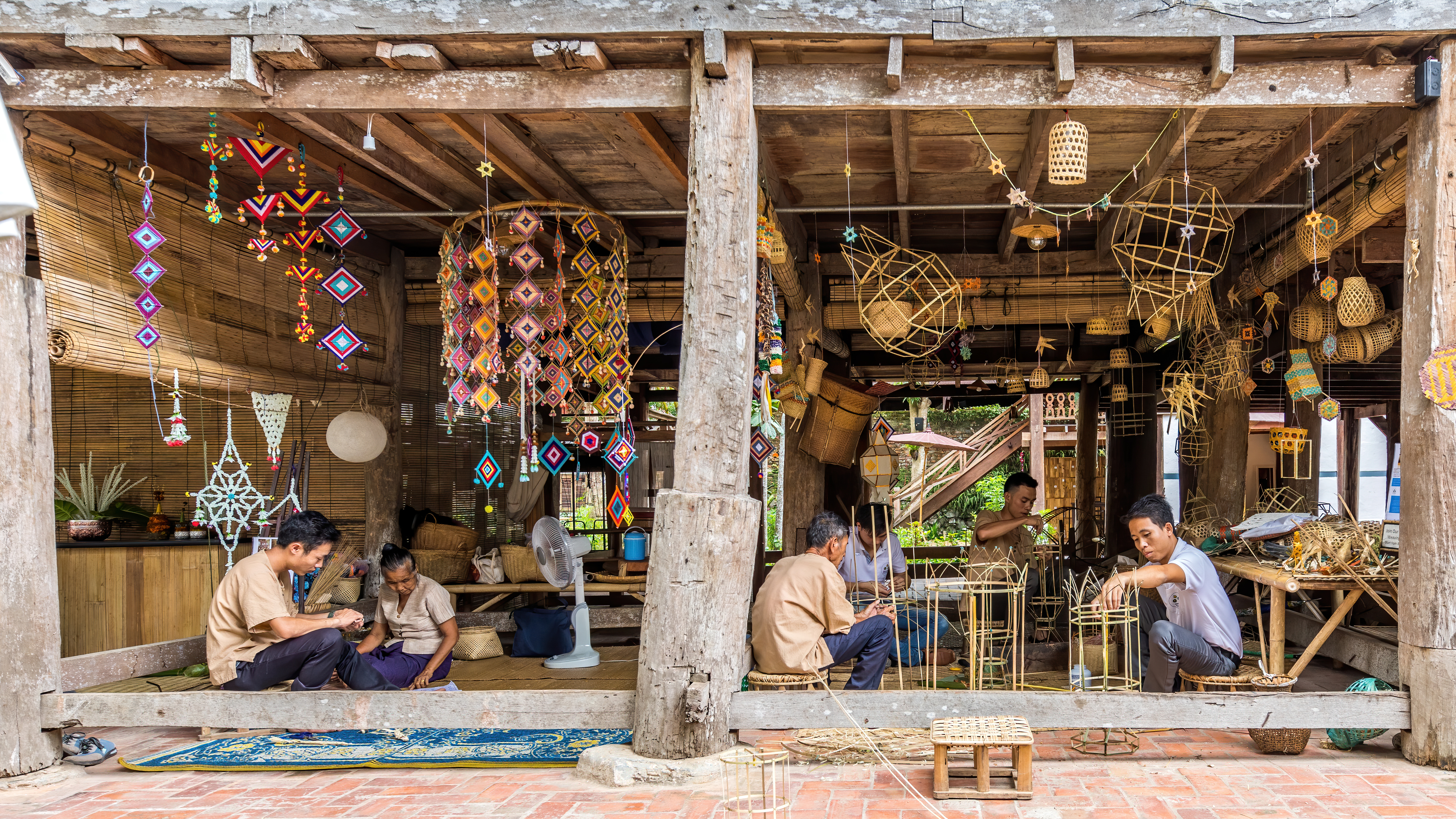
Artisans au travail, vannerie de bambou et sculptures mobiles textiles, dans la maison du patrimoine de Heuan Chan, Luang Prabang, Laos

Depuis près de trois décennies, le nombre de travailleurs vivant dans l'extrême pauvreté a considérablement diminué, malgré l'impact durable de la crise économique de 2008 et de la récession mondiale. Dans les pays en développement, la classe moyenne occupe 34 % des emplois, un nombre qui a augmenté rapidement entre 1991 et 2015 .
La croissance de l'emploi depuis 2008 n'a été « en moyenne que de 0,1 % par an, contre 0,9 % entre 2000 et 2007 »,.
L'ODD 8 vise à favoriser une croissance économique durable et équitable pour tous les travailleurs, quels que soient leurs origines, leur race ou leur sexe. Cela signifie atteindre des niveaux plus élevés de productivité économique grâce à la diversification, à la modernisation technologique et à l'innovation, notamment en mettant l'accent sur les secteurs à forte valeur ajoutée et nécessitant une forte mobilisation de main-d'œuvre.

## Cibles et indicateurs
L'ONU a défini 12 cibles et 17 indicateurs pour l'ODD 8. Les 12 cibles précisent les objectifs et les indicateurs représentent les mesures par lesquelles le monde vise à suivre si ces cibles sont atteintes, au rythme de l'actualisation des indicateurs. Deux des indicateurs doivent être atteints d'ici 2020, un d'ici 2025, et les quatorze indicateurs restants doivent être atteints d'ici 2030.

### Cible 8.1: Croissance économique durable

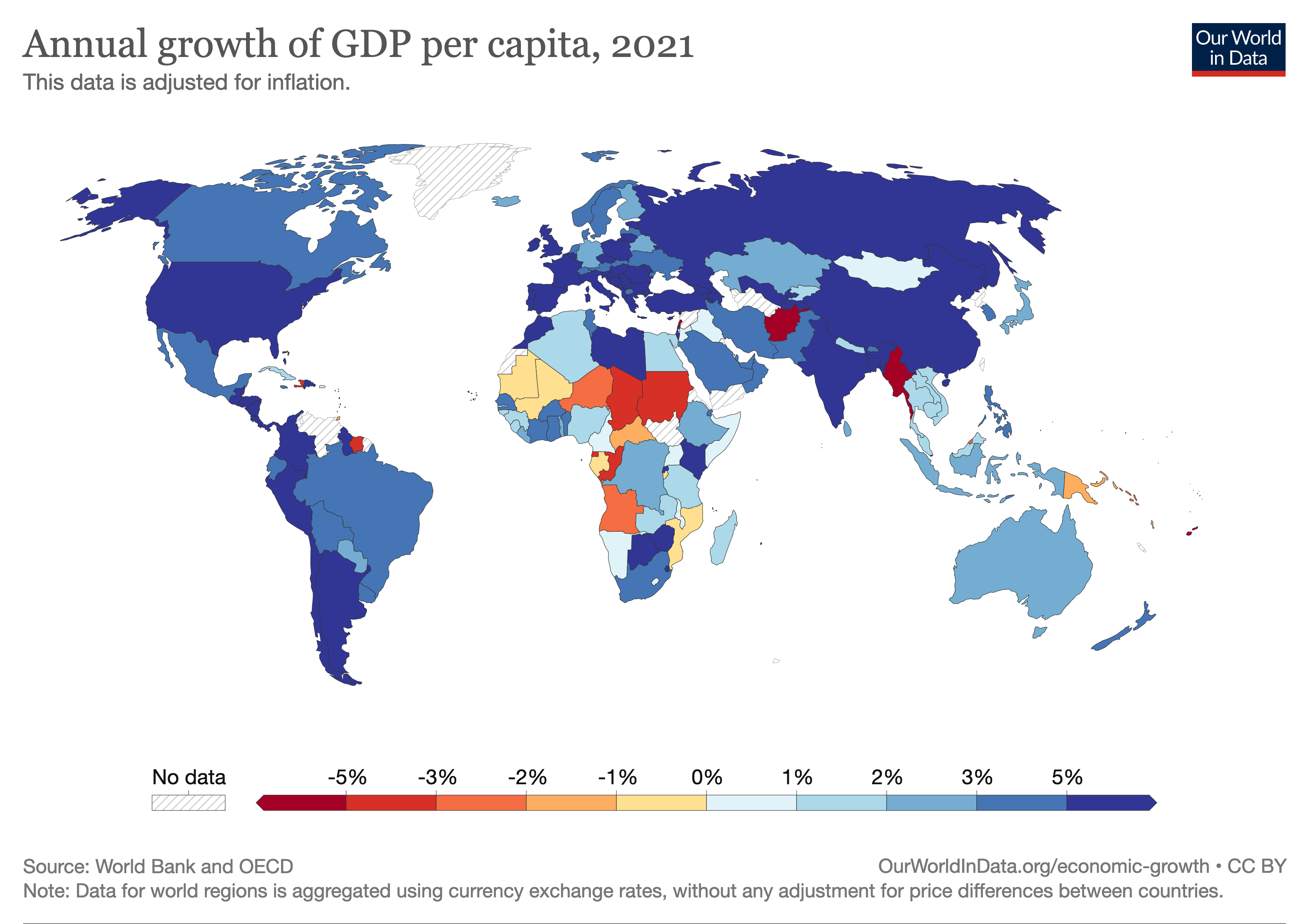
Carte du monde pour l'indicateur 8.1.1 en 2015 : Taux de croissance annuel du PIB réel par personne au travail

Description: "Maintenir un taux de croissance économique par habitant adapté au contexte national et, en particulier, un taux de croissance annuelle du produit intérieur brut d’au moins 7 % dans les pays les moins avancés."
L'unique indicateur 8.1.1 est le Taux de croissance annuel du PIB réel par habitant .
Pour atteindre une productivité plus élevée, il faut s'appuyer sur la diversification, les technologies de pointe ainsi que l'innovation, l'esprit d'entreprise et la croissance des petites et moyennes entreprises (PME).
En 2018, le taux de croissance mondial du PIB réel par habitant était de 2 %.

### Cible 8.2: Diversifier, innover et améliorer la productivité économique

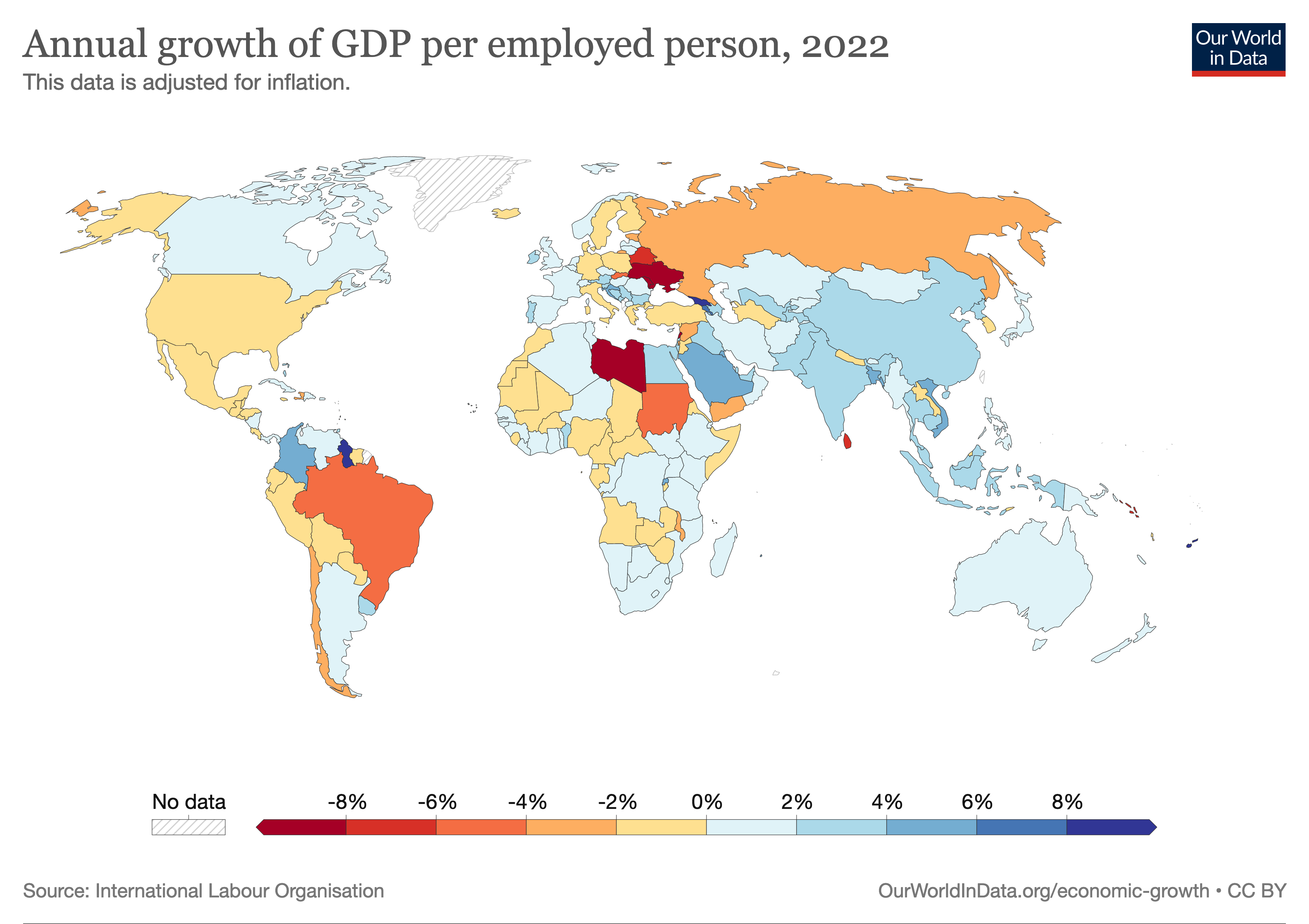
Carte du monde pour l'indicateur 8.2.1 en 2015 : taux de croissance annuel du PIB réel par employé

Description: "Parvenir à un niveau élevé de productivité économique par la diversification, la modernisation technologique et l’innovation, notamment en mettant l’accent sur les secteurs à forte valeur ajoutée et à forte intensité de main-d’œuvre."
Il comporte un indicateur 8.2.1: le Taux de croissance annuel du PIB réel par personne au travail .

### Cible 8.3: Promouvoir des politiques de soutien à la création d'emplois et à la croissance des entreprises

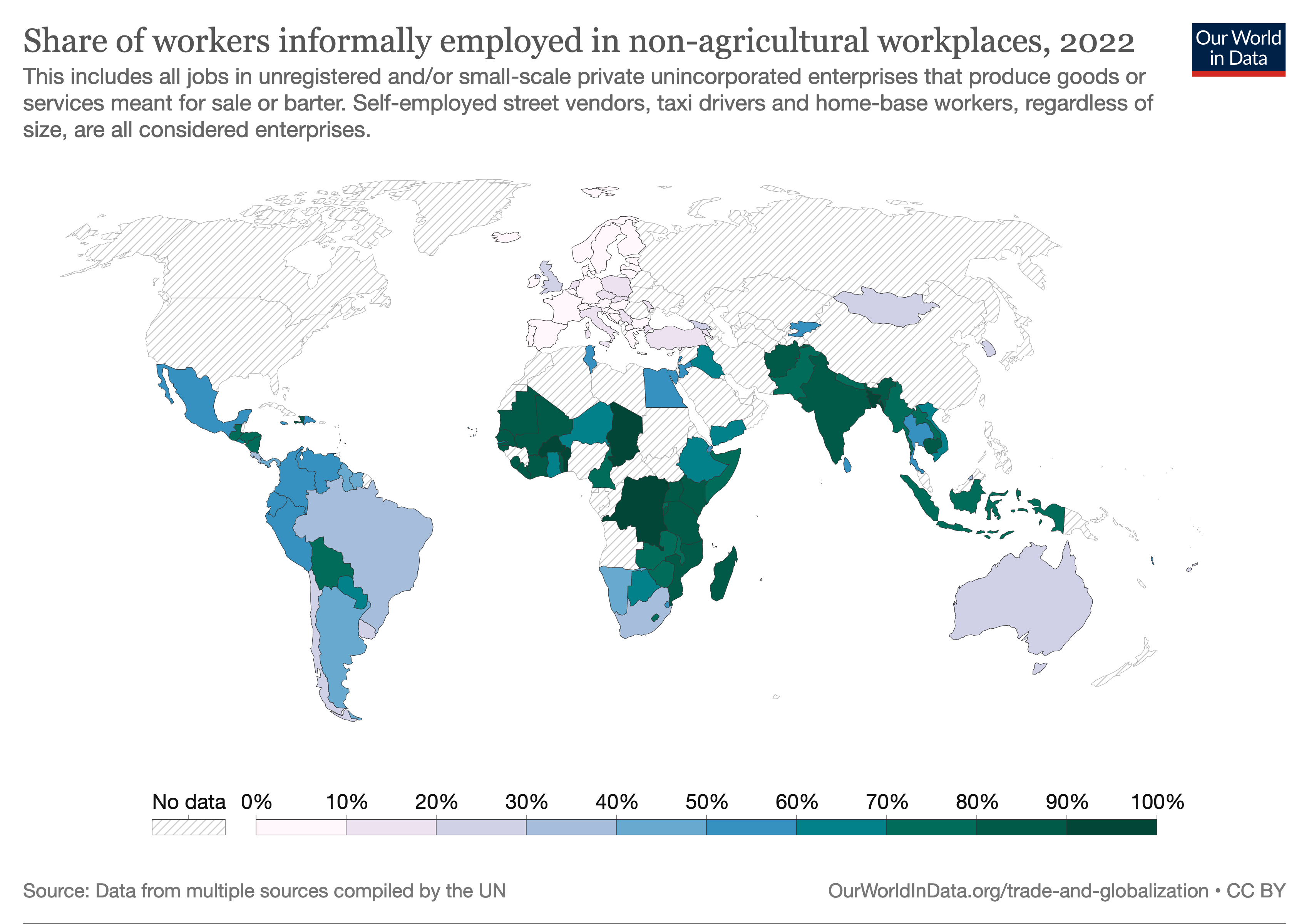
Carte mondiale pour l'indicateur 8.3.1 Emploi informel, 2017

Description: "Promouvoir des politiques axées sur le développement qui favorisent des activités productives, la création d’emplois décents, l’entrepreneuriat, la créativité et l’innovation et stimulent la croissance des microentreprises et des petites et moyennes entreprises et facilitent leur intégration dans le secteur formel, y compris par l’accès aux services financiers."
Il comporte un indicateur : l'indicateur 8.3.1 est la proportion de l'emploi informel dans l'emploi non agricole, par sexe.
Les emplois qui relèvent de l'emploi informel dans l'emploi non agricole comprennent les entreprises privées non enregistrées et/ou à petite échelle engagées dans la production de biens ou de services destinés à la vente ou au troc, les vendeurs ambulants indépendants, les chauffeurs de taxi et travailleurs à domicile, quelle que soit leur taille.

### Cible 8.4: Améliorer l'efficacité des ressources dans la consommation et la production

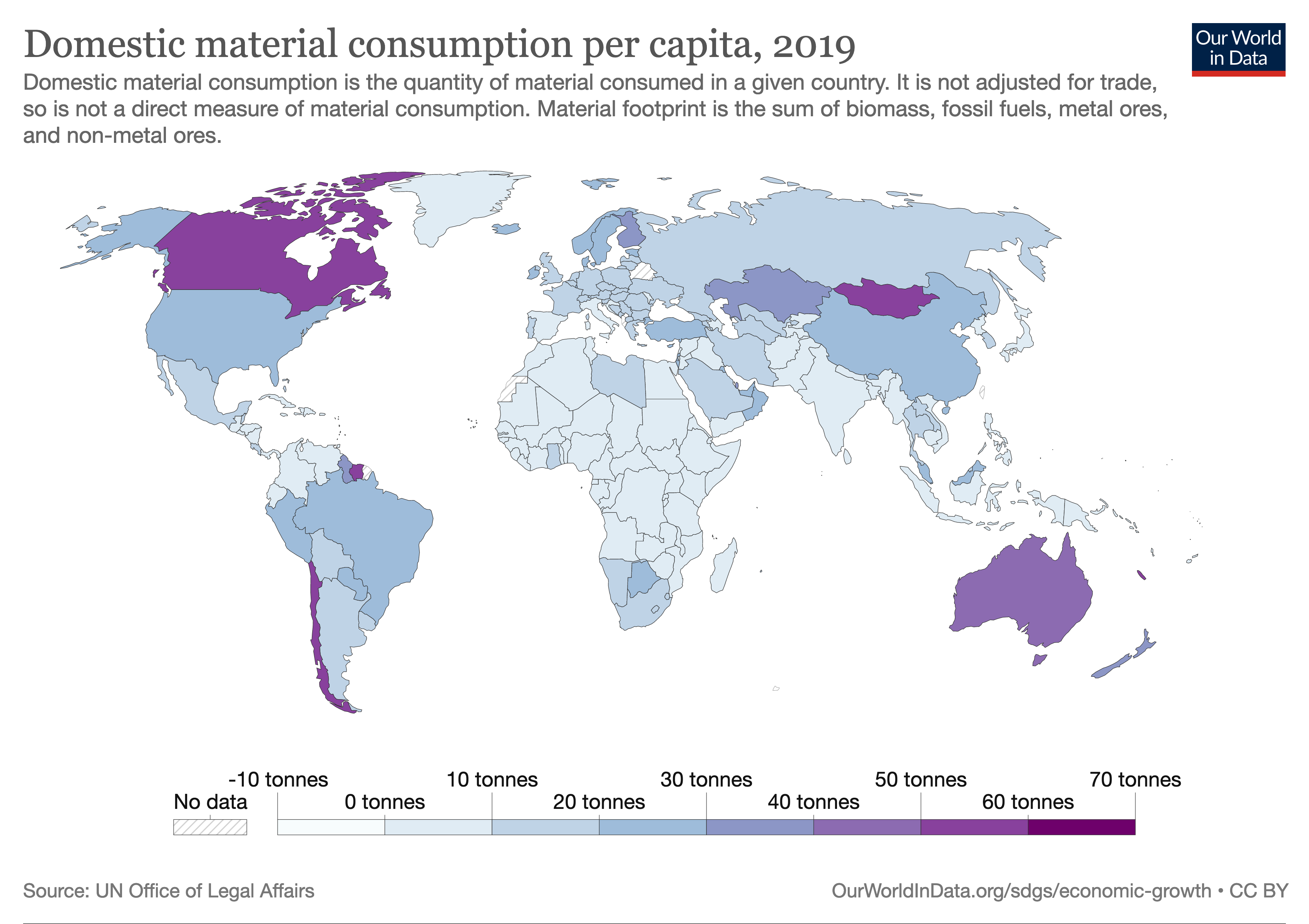
Carte du monde pour l'indicateur 8.4.2 : Consommation intérieure de matières par habitant, 2017

Description: "Améliorer progressivement, jusqu’en 2030, l’efficience de l’utilisation des ressources mondiales du point de vue de la consommation comme de la production et s’attacher à ce que la croissance économique n’entraîne plus la dégradation de l’environnement, comme prévu dans le cadre décennal de programmation relatif à la consommation et à la production durables, les pays développés montrant l’exemple en la matière."
Il comporte deux indicateurs :
- Indicateur 8.4.1 : Empreinte matière totale par habitant et par PIB
- Indicateur 8.4.2 : Consommation intérieure de matières par habitant et par PIB

L' empreinte matière totale est la somme de l'empreinte matière de la biomasse, des combustibles fossiles, des minerais métalliques et des minerais non métalliques. Les données sur les empreintes matière sont obsolètes et des données manquent pour la période postérieure à 2010. Les estimations donne une empreinte matérielle par habitant qui a augmenté de 39 % entre 2000 et 2017 pour atteindre 12,18 tonnes et une empreinte matérielle par unité de PIB qui a augmenté de 7 % entre 2000 et 2017 pour atteindre 1,16 kg.
La consommation intérieure de matières par habitant a augmenté de 11 % entre 2010 et 2017 pour atteindre 12,17 tonnes et la consommation intérieure de matières par unité de PIB est restée stable entre 2010 et 2017, à une valeur de 1,16. kg.

### Cible 8.5: Plein emploi et travail décent avec un salaire égal

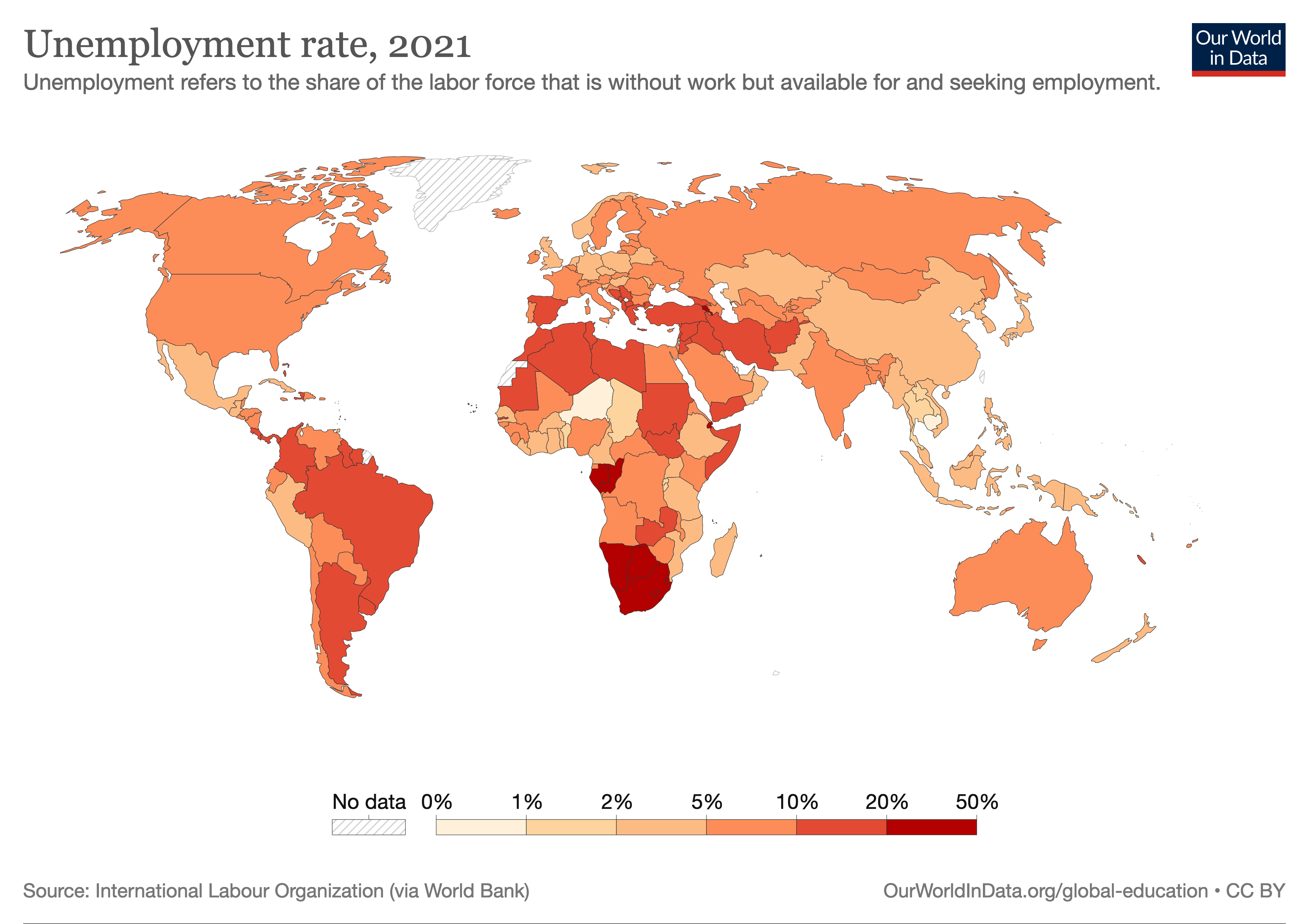
Carte du monde pour l'indicateur 8.5.2 en 2017 - Taux de chômage

Description: "D’ici à 2030, parvenir au plein emploi productif et garantir à toutes les femmes et à tous les hommes, y compris les jeunes et les personnes handicapées, un travail décent et un salaire égal pour un travail de valeur égale."
La cible 8.5 comporte deux indicateurs:
- Indicateur 8.5.1 : Rémunération horaire moyenne des salariés femmes et hommes, par profession, âge et relative aux personnes handicapées
- Indicateur 8.5.2 : Taux de chômage, par sexe, âge et relatif aux personnes handicapées

Les salaires moyens sont indiqués pour les employés masculins et féminins, mais ne sont pas disponibles dans tous les pays pour une ventilation plus détaillée. En 2017, un écart de rémunération pondéré entre les sexes de 19% a été constaté.

### Cible 8.6: Promouvoir l'emploi, l'éducation et la formation des jeunes
Description: "D’ici à 2020, réduire considérablement la proportion de jeunes non scolarisés et sans emploi ni formation."
L'unique indicateur 8.6.1 est la proportion de jeunes (âgés de 15 à 24 ans) qui ne sont ni en études, ni en emploi, ni en formation.
La plupart des ODD devraient être atteints d'ici 2020 ou 2030. Alors que l'ODD 8 est attendu en 2030, la cible 8.6 a déjà expiré en 2020.
En 2019, « 22 % des jeunes dans le monde n'étaient pas en emploi, n'étaient ni scolarisés ni en formation, un chiffre qui n'a guère évolué depuis 2005 ».
Au Canada, au fil des ans, il y a eu une légère diminution du nombre de jeunes non associés aux études, à l'emploi et/ou à la formation (NEET). Les taux NEET en 1977 étaient de 20 % et en 2021, les taux NEET étaient de 13 %.
Bien qu'il y ait eu des progrès dans de nombreux pays nord-américains et européens, ce n'est pas le cas pour la plupart des pays africains. Comme les taux de NEET pour les jeunes dans la majorité des pays africains sont plus élevés aujourd'hui qu'en 2015 (date à laquelle les ODD ont été initialement mis en œuvre). C'est un constat d'échec et un appel à continuer et reprendre les actions pour aboutir au plus vite.
Les jeunes NEET sont plus susceptibles d'avoir des effets néfastes sur leur bien-être émotionnel, physique et psychosocial. Le manque d'emplois décents peut également contribuer à aggraver des problèmes mondiaux tels que la pauvreté et la migration de masse.

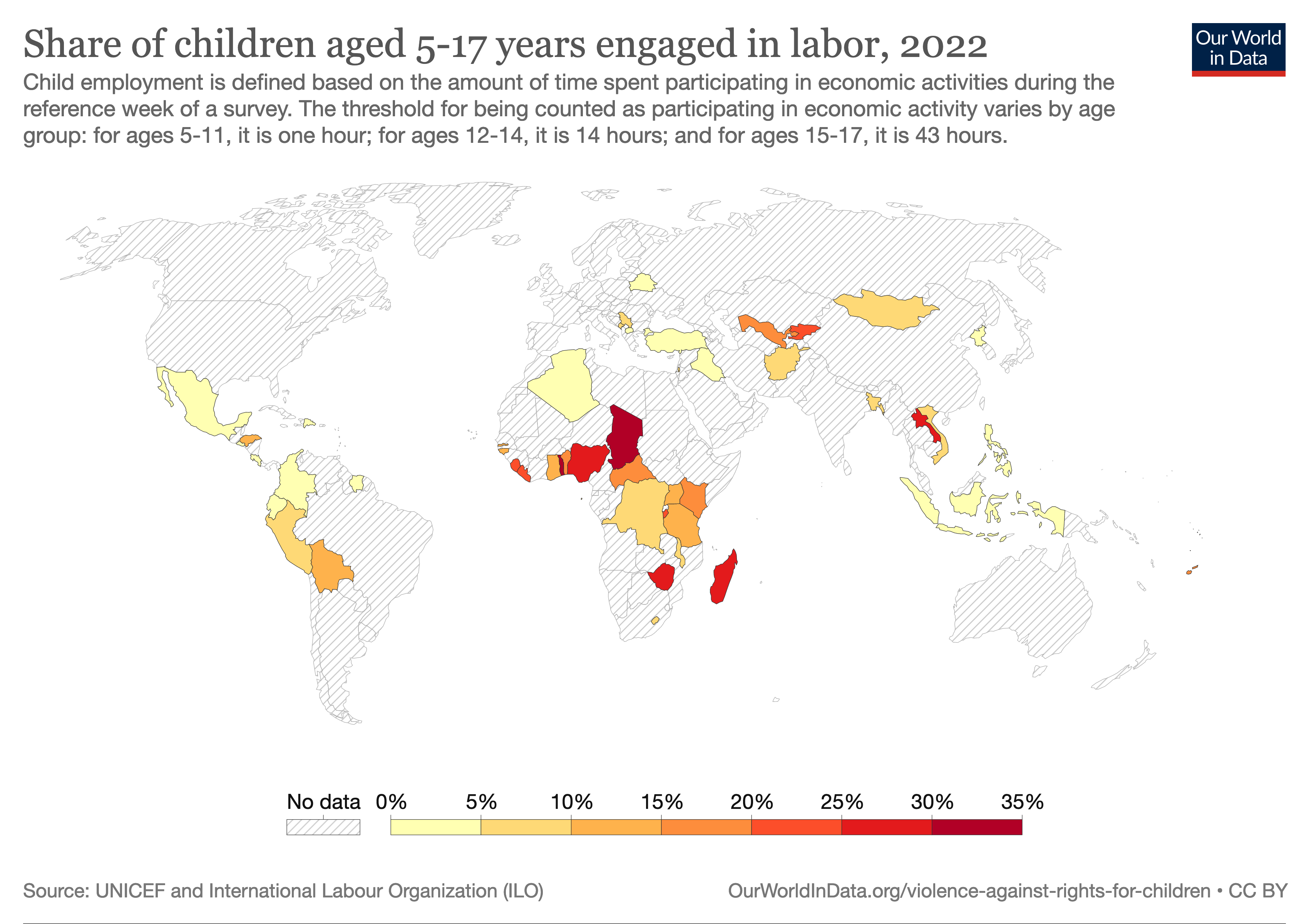
Carte mondiale pour l'indicateur 8.7.1 en 2015 - Part des enfants âgés de 5 à 17 ans ayant un emploi

### Cible 8.7: Mettre fin à l'esclavage moderne, à la traite et au travail des enfants
Description: "Prendre des mesures immédiates et efficaces pour supprimer le travail forcé, mettre fin à l’esclavage moderne et à la traite d’êtres humains, interdire et éliminer les pires formes de travail des enfants, y compris le recrutement et l’utilisation d’enfants soldats et, d’ici à 2025, mettre fin au travail des enfants sous toutes ses formes."
L'indicateur unique 8.7.1 est la proportion et le nombre d'enfants âgés de 5 à 17 ans engagés dans le travail des enfants, par sexe et par âge.

### Cible 8.8: Protéger les droits du travail et promouvoir des environnements de travail sûrs
Description: "Défendre les droits des travailleurs, promouvoir la sécurité sur le lieu de travail et assurer la protection de tous les travailleurs, y compris les migrants, en particulier les femmes, et ceux qui ont un emploi précaire."
La cible 8.8 comporte deux indicateurs:
- Indicateur 8.8.1 : Taux de fréquence des accidents du travail mortels et non mortels, selon le sexe et le statut migratoire
- Indicateur 8.8.2: Niveau de conformité nationale avec les droits du travail (liberté d'association et négociation collective) sur la base des sources textuelles de l'Organisation internationale du travail (OIT) et de la législation nationale, par sexe et statut de migrant

### Cible 8.9: Promouvoir un tourisme bénéfique et durable
Description: "D’ici à 2030, élaborer et mettre en œuvre des politiques visant à développer un tourisme durable qui crée des emplois et mette en valeur la culture et les produits locaux."
Elle comporte deux indicateurs:
- Indicateur 8.9.1 : PIB direct du tourisme en proportion du PIB total et en taux de croissance
- Indicateur 8.9.2: La proportion d'emplois dans l'industrie du tourisme durable par rapport au nombre total d'emplois touristiques

Une proposition a été déposée en 2020 pour supprimer l'indicateur 8.9.2.
Chaque pays pourra générer des revenus en visant à améliorer son attrait touristique.

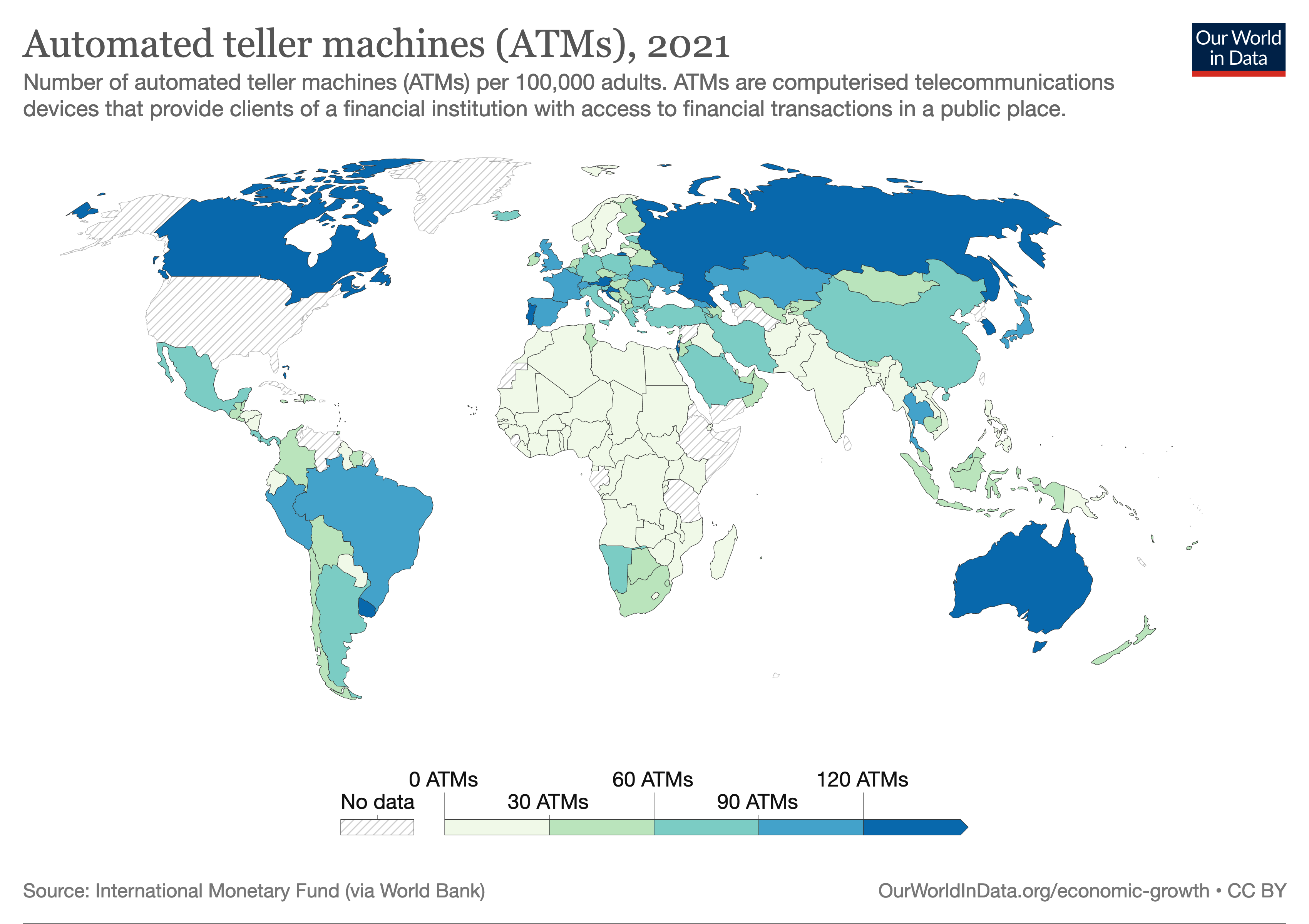
Carte mondiale pour l'indicateur 8.10.1 en 2017 - GAB pour 100 000 adultes

L'Organisation mondiale du tourisme des Nations unies (OMT) définit le tourisme durable comme un tourisme qui tient pleinement compte de ses impacts économiques, sociaux et environnementaux actuels et futurs, répondant aux besoins des visiteurs, de l'industrie, de l'environnement et des communautés d'accueil.

### Cible 8.10: Accès universel aux services bancaires, d'assurance et financiers

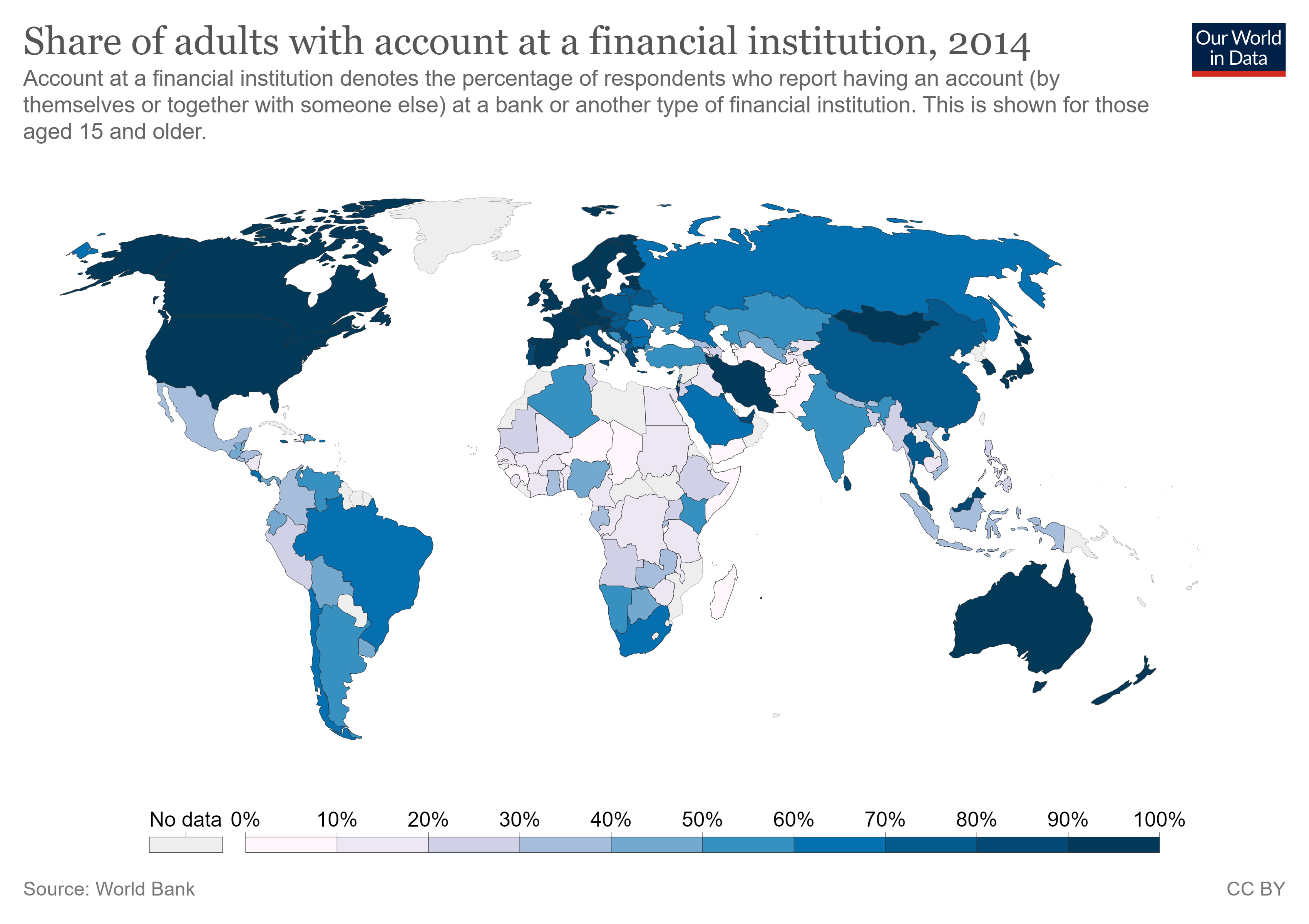
Indicateur ODD 8.10.2 Population adulte ayant un compte dans une institution financière

Description:"Renforcer la capacité des institutions financières nationales de favoriser et généraliser l’accès de tous aux services bancaires et financiers et aux services d’assurance."
La cible 8.10 comporte deux indicateurs:
- Indicateur 8.10.1: (a) Nombre d'agences bancaires commerciales pour 100 000 adultes et (b) nombre de guichets automatiques bancaires (GAB) pour 100 000 adultes
- Indicateur 8.10.2: Proportion d'adultes (15 ans et plus) ayant un compte dans une banque ou une autre institution financière ou auprès d'un fournisseur de services d'argent mobile.

### Cible 8.a: Accroître l'Aide pour le soutien au commerce
Description: "Accroître l’appui apporté dans le cadre de l’initiative Aide pour le commerce aux pays en développement, en particulier aux pays les moins avancés, y compris par l’intermédiaire du cadre intégré renforcé pour l’assistance technique liée au commerce en faveur des pays les moins avancés ."
L'unique indicateur 8.a.1 correspond aux engagements et versements au titre de l'Aide pour le commerce.
L'indicateur 8.a.1 correspond au total de l'aide publique au développement (APD) allouée à l'aide pour le commerce en dollars US de 2015.
En 2018, les engagements d'aide pour le commerce sont restés stables, à 58 milliards de dollars, sur la base des prix courants. L'Asie du Sud et centrale en a reçu la part la plus élevée (31,4 %), suivie de l'Afrique subsaharienne (29,2 %).

### Cible 8.b: Élaborer une stratégie mondiale pour l'emploi des jeunes

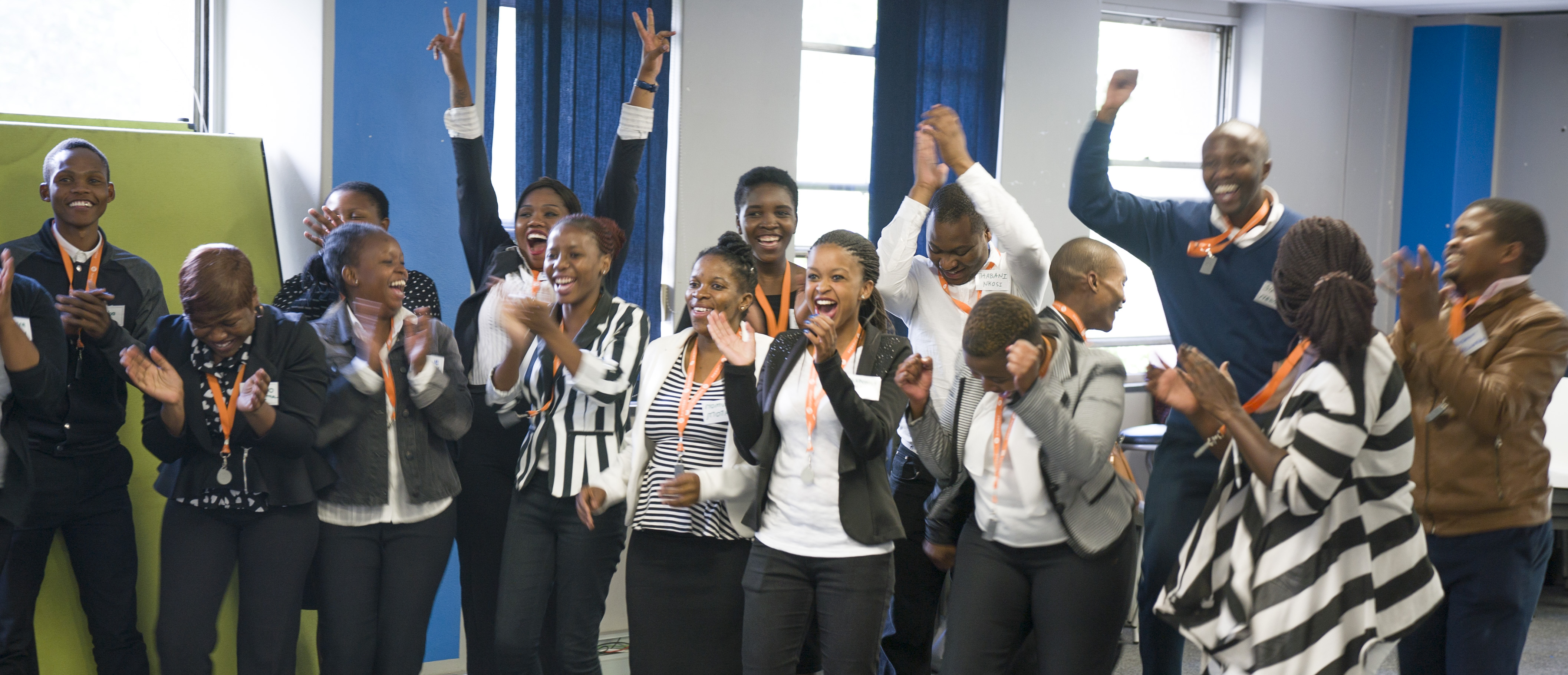
Diplômés de "Harambee Youth Employment Accelerator" à Johannesburg

Description: "D’ici à 2020, élaborer et mettre en œuvre une stratégie mondiale en faveur de l’emploi des jeunes et appliquer le Pacte mondial pour l’emploi de l’Organisation internationale du Travail."
Son indicateur 8.b.1 est l'existence d'une stratégie nationale élaborée et opérationnalisée pour l'emploi des jeunes.
Contrairement à la plupart des cibles des ODD avec une cible pour 2030, la date butoir pour cet indicateur est 2020. Selon les données de 2019, 98 % des pays étudiés avaient une stratégie pour l'emploi des jeunes ou un plan pour en développer une dans un proche avenir. L'OIT, en tant qu'agence pour cet indicateur, est chargée de la collecte de données pour l'avancement de la Stratégie mondiale d'autonomisation des jeunes.

### Organismes dépositaires
Des agences dépositaires sont chargées de rendre compte des indicateurs suivants:
- Indicateur 8.1.1 : Département des affaires économiques et sociales des Nations unies (UN-DESA) et Division de statistique des Nations unies (UNSD).
- Indicateurs 8.2.1, 8.3.1, 8.5.1, 8.5.2, 8.6.1, 8.8.1, 8.8.2 et 8.b.1 : Organisation Internationale du Travail (OIT).
- Indicateurs 8.4.1 et 8.4.2 : Programme des Nations Unies pour l'environnement (PNUE).
- Indicateur 8.7.1 : L'Organisation internationale du travail (OIT) et le Fonds international des Nations Unies pour l'enfance (UNICEF).
- Indicateurs 8.9.1 et 8.9.2 : Organisation mondiale du tourisme des Nations unies (OMT).
- Indicateur 8.10.1 : Fonds monétaire international (FMI).
- Indicateur 8.10.2 : Banque mondiale (BM).
- Indicateur 8.a.1 : Organisation de coopération et de développement économiques (OCDE).

## Surveillance
Des rapports d'étape de haut niveau pour tous les ODD sont publiés sous la forme de rapports du Secrétaire général des Nations unies. Une publication récente date d'avril 2022.

## Liens avec d'autres ODD
La réalisation de l'ODD 8 dépend du succès et des progrès des autres ODD. Il ne peut y avoir de croissance dans l'économie d'aucun pays si ses citoyens ne sont pas bien éduqués. Par conséquent, ODD 8, le travail décent et la croissance économique sont liés à une éducation de qualité (ODD 4) et à l'égalité des genres (ODD 5) pour des opportunités de travail égales. Il existe également des liens étroits avec l'industrie, l'innovation et les infrastructures (ODD 9) et la consommation et la production responsables (ODD 12).

## Organisations impliquées

### Système des Nations Unies
- Groupe de la Banque mondiale : Depuis la création des objectifs mondiaux, la Banque mondiale a soutenu la vision de réduire la pauvreté et d'autonomiser les deux sexes grâce à sa formation, à la mobilisation des ressources et autres[25],[26].
- Bureau des Nations Unies pour les affaires spatiales (UNOOSA)
- Organisation internationale du travail [6]
- ONU Femmes agit pour "réaliser les droits économiques et la croissance pour tous en promouvant un travail décent, un salaire égal pour un travail égal, un accès égal aux actifs et aux opportunités économiques et la répartition équitable du travail de soins non rémunéré"[27].
- Organisation mondiale du tourisme des Nations Unies (OMT)

## Défis
Une croissance économique mondiale continue de 3 % (Objectif 8) peut ne pas être conciliable avec les objectifs de durabilité écologique, car le taux requis de découplage éco-économique mondial absolu est bien supérieur à ce que n'importe quel pays a atteint dans le passé.

### Impacts de la pandémie de COVID-19
Avec la fermeture d'entreprises et les petites entreprises touchées à la suite de la pandémie de COVID-19, les chances d'emploi continueront de diminuer.
L'apparition de la pandémie de COVID-19 en 2020 a réduit la croissance de toutes les économies du monde, y compris tous les secteurs comme la banque, l'assurance et les services. D'autres secteurs, tels que le tourisme, sont également confrontés à des défis et le PIB par habitant devrait chuter de 4,2 % au cours de cette période.